# 傑佛瑞·丹墨
傑佛瑞·萊昂內爾·丹墨（英語：Jeffrey Lionel Dahmer，1960年5月21日—1994年11月28日）是美國一位連環殺手，在1978至1991年間共殺死、肢解了17名男子，被称为密尔沃基食人魔（英語：Milwaukee Cannibal）。他通常保存身体部位，通常是骨骼的全部或一部分。被捕後被判終身監禁，後在服刑期間被一名聲稱受到上天感召的囚犯殺死。

## 生平
1960年5月21日，丹墨出生於美國威斯康辛州密爾沃基市，他的父親是一名化學家，自小就從父親身上學到不同的化學知識，後來在俄亥俄州立大學讀書時又染上酗酒的惡習。丹墨於18歲時第一次殺人，他殺死了一名被他帶回家发生性行為的男子。之後的九年他一度沉寂下來，直至1987年才再次犯案。在數年間他斷斷續續犯案，每隔一星期殺害一名受害者，而且多以凶殘手段殺害死者。丹墨最終於1991年落網。
他與另一名獄友傑西·安德森於1994年11月被獄友克里斯多福·斯卡弗利用他從健身房拿的長約20英寸51厘米的金屬棒打死。
2022年Netflix的影集《與殺人魔對話：傑佛瑞·丹墨訪談錄》講述了事件的始末。